# Diego Rivarola
Diego Rivarola (Mendoza, 14 de julho de 1976) é um ex-futebolista argentino que atuava como atacante. Seu último clube que jogou foi a Universidad de Chile.

## Carreira

### Universidad de Chile
Apesar de ter passado por diversos clubes na Argentina, Venezuela, Chile, Chipre e México, foi no tradicional clube chileno onde se destacou "por sua raça e amor à camisa", como disse a esposa e ex-empresária. Rivarola se destacou por muitas vezes fazer o gol salvador de LaU nas partidas. Passou pelo clube 3 vezes (2000-2001, 2003-2005 e 2010-2011)[carece de fontes?] durante essas 3 passagens, ganhou a adoração dos torcedores de LaU e assumiu a posição de ídolo e folclórico centroavante. Sua identificação com o clube gerou apelidos como Goku, Sayayín, (devido à aparência física com o personagem e à sua vontade nos gramados) e  100 alegrias (devido aos 100 gols marcados com a camisa do Universidad de Chile). Rivarola com certeza é o maior ídolo recente do clube, e tem uma adoração quase unânime de seus torcedores.

### Seleção
Jamais atuou por qualquer seleção: Nem Argentina, nem Chile, por onde também podia atuar por ter conseguido nacionalidade chilena.

### Aposentadoria
No dia 30 de dezembro de 2011, Diego Rivarola anunciou sua aposentadoria do futebol. O anúncio foi feito no Aeroporto de Santiago, quando estava indo passar férias em sua cidade natal, Mendoza. Rivarola confessou a um repórter chileno da decisão, que até então era sigilosa e apenas compartilhada com o presidente Federico Valdés. O contrato do jogador com seu último clube, Universidad de Chile, havia acabado no mesmo dia. "Chegou o momento de pendurar as chuteiras. Estou contente e orgulhoso por tudo que vivi no Chile, com esta camiseta e eternamente grato ao que me deu este país, e a 'La U', que é a minha casa", "Sou muito grato ao clube e a todos. Vou-me contente, tranquilo, com a sensação que fiz tudo por esta camisa", disse. Rivarola provavelmente fará parte da Comissão Técnica do Clube em 2012.

## Estatísticas
Até 26 de fevereiro de 2012.

### Clubes
| Clube                    | Temporada         | Campeonato nacional | Campeonato nacional | Copa nacional[a] | Copa nacional[a] | Competições continentais[b] | Competições continentais[b] | Outros torneios[c] | Outros torneios[c] | Total | Total |
| Clube                    | Temporada         | Jogos               | Gols                | Jogos            | Gols             | Jogos                       | Gols                        | Jogos              | Gols               | Jogos | Gols  |
| ------------------------ | ----------------- | ------------------- | ------------------- | ---------------- | ---------------- | --------------------------- | --------------------------- | ------------------ | ------------------ | ----- | ----- |
| River Plate              | 1996-97           | 0                   | 0                   | 0                | 0                | 0                           | 0                           | —                  | —                  | 0     | 0     |
| River Plate              | Total             | 0                   | 0                   | 0                | 0                | 0                           | 0                           | —                  | —                  | 0     | 0     |
| Platense                 | 1997-98           | 0                   | 0                   | 0                | 0                | —                           | —                           | —                  | —                  | 0     | 0     |
| Platense                 | 1998-99           | 0                   | 0                   | 0                | 0                | —                           | —                           | —                  | —                  | 0     | 0     |
| Platense                 | Total             | 0                   | 0                   | 0                | 0                | —                           | —                           | —                  | —                  | 0     | 0     |
| Santiago Morning         | 1999              | 23                  | 13                  | 0                | 0                | —                           | —                           | —                  | —                  | 23    | 13    |
| Santiago Morning         | Total             | 23                  | 13                  | 0                | 0                | —                           | —                           | —                  | —                  | 23    | 13    |
| Universidad de Chile     | 2000              | 27                  | 11                  | 4                | 5                | 3                           | 1                           | —                  | —                  | 30    | 12    |
| Universidad de Chile     | 2001              | 30                  | 12                  | 0                | 0                | 4                           | 2                           | —                  | —                  | 34    | 14    |
| Universidad de Chile     | Total             | 57                  | 23                  | 4                | 5                | 7                           | 3                           | —                  | —                  | 64    | 26    |
| Atlas                    | 2001-02           | 0                   | 0                   | 0                | 0                | —                           | —                           | —                  | —                  | 0     | 0     |
| Atlas                    | 2002-03           | 0                   | 0                   | 0                | 0                | —                           | —                           | —                  | —                  | 0     | 0     |
| Atlas                    | Total             | 0                   | 0                   | 0                | 0                | —                           | —                           | —                  | —                  | 0     | 0     |
| Universidad de Chile     | 2003              | 26                  | 11                  | 0                | 0                | —                           | —                           | —                  | —                  | 26    | 11    |
| Universidad de Chile     | 2004              | 40                  | 17                  | 0                | 0                | —                           | —                           | —                  | —                  | 40    | 17    |
| Universidad de Chile     | 2005              | 34                  | 9                   | 0                | 0                | 10                          | 3                           | —                  | —                  | 44    | 12    |
| Universidad de Chile     | Total             | 110                 | 37                  | 0                | 0                | 10                          | 3                           | —                  | —                  | 110   | 40    |
| Argentinos Juniors       | 2005-06           | 0                   | 0                   | 0                | 0                | —                           | —                           | —                  | —                  | 0     | 0     |
| Argentinos Juniors       | Total             | 0                   | 0                   | 0                | 0                | —                           | —                           | —                  | —                  | 0     | 0     |
| Unión Atlético Maracaibo | 2006-07           | 0                   | 0                   | 0                | 0                | 0                           | 0                           | —                  | —                  | 0     | 0     |
| Unión Atlético Maracaibo | Total             | 0                   | 0                   | 0                | 0                | 0                           | 0                           | —                  | —                  | 0     | 0     |
| Palestino                | 2007              | 20                  | 5                   | 0                | 0                | —                           | —                           | —                  | —                  | 20    | 5     |
| Palestino                | Total             | 20                  | 5                   | 0                | 0                | —                           | —                           | —                  | —                  | 20    | 5     |
| Alki Larnaca             | 2007-08           | 0                   | 0                   | 0                | 0                | —                           | —                           | —                  | —                  | 0     | 0     |
| Alki Larnaca             | Total             | 0                   | 0                   | 0                | 0                | —                           | —                           | —                  | —                  | 0     | 0     |
| Santiago Morning         | 2008              | 18                  | 7                   | 0                | 0                | —                           | —                           | —                  | —                  | 18    | 7     |
| Santiago Morning         | 2009              | 37                  | 22                  | 0                | 0                | —                           | —                           | —                  | —                  | 37    | 22    |
| Santiago Morning         | Total             | 55                  | 29                  | 0                | 0                | —                           | —                           | —                  | —                  | 55    | 29    |
| Universidad de Chile     | 2010              | 31                  | 16                  | 2                | 0                | 14                          | 1                           | —                  | —                  | 47    | 17    |
| Universidad de Chile     | 2011              | 35                  | 8                   | 4                | 2                | 1                           | 0                           | —                  | —                  | 0     | 0     |
| Universidad de Chile     | Total             | 66                  | 24                  | 6                | 2                | 15                          | 1                           | —                  | —                  | 87    | 27    |
| Total na carreira        | Total na carreira | 321                 | 131                 | 10               | 7                | 32                          | 7                           | 0                  | 0                  | 353   | 144   |

- a. ^ Jogos da Copa Chile
- b. ^ Jogos da Copa Intercontinental, Recopa Sul-Americana, Copa Libertadores, Supercopa Libertadores, Copa Mercosul e Copa Sul-Americana
- c. ^ Jogos do Jogo amistoso

## Titulos
Universidad de Chile
- Campeonato Chileno: 2000, 2004 (Apertura), 2011 (Apertura) e 2011 (Clausura)
- Copa Gato: 2010 e 2011
- Copa Sul-Americana: 2011

 Título invicto